# Công thức máu toàn phần
Công thức máu là một trong những xét nghiệm thường quy được sử dụng nhiều nhất trong các xét nghiệm huyết học cũng như xét nghiệm y khoa.
Trước đây công thức máu được thực hiện bằng các dụng cụ đếm tay, để xác định số lượng của từng loại tế bào máu, ngày nay mẫu máu được đưa vào và nhờ các máy đếm tự động, do vậy việc thực hiện công thức máu trở nên đơn giản hơn nhiều.
Công thức máu là xét nghiệm quan trọng cung cấp cho người thầy thuốc những thông tin hữu ích về tình trạng của bệnh nhân hoặc của người được xét nghiệm. Tuy nhiên phải biết rằng chỉ riêng công thức máu thì không thể cho phép đưa ra một chẩn đoán xác định về nguyên nhân gây bệnh, nó chỉ có tính chất định hướng, gợi ý mà thôi.

## Một số điểm cần lưu ý

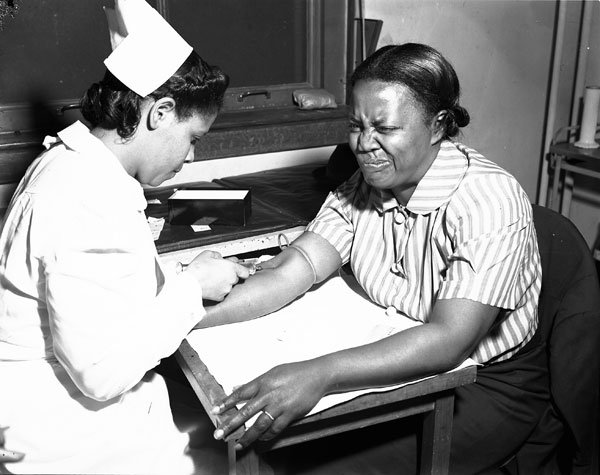
Trích hình ảnh lấy máu xét nghiệm

1. Các trị số của công thức máu thay đổi theo tình trạng sinh lý, ví dụ thay đổi tùy theo giai đoạn tiêu hóa của cơ thể hoặc thay đổi theo mức độ hoạt động thể chất của cơ thể
2. Máu được đo bằng lít (l).

## Các thông số trong công thức máu
Một xét nghiệm công thức máu thông thường ở Việt Nam sẽ cho biết các thông tin như sau:

### Dòng hồng cầu
- Số lượng hồng cầu: thường được ký hiệu là RBC (red blood cell) hay ở một số tờ kết quả xét nghiệm của Việt Nam thì được ghi là HC, là số lượng hồng cầu có trong một đơn vị máu (thường là lít hay mm³)
- Nồng độ hemoglobin trong máu: thường được ký hiệu là HGB hay Hb (đơn vị tính bằng g/l hay g/dl), đo hàm lượng hemoglobin trong máu.
- Hematocrit - dung tích hồng cầu: thường được ký hiệu là Hct, đây là phần trăm thể tích của máu mà các tế bào máu (chủ yếu là hồng cầu) chiếm.
- Các chỉ số hồng cầu:
  - MCV - thể tích trung bình hồng cầu, đơn vị thường dùng là femtolit (1 fl = 10-15lit)

MCV được tính bằng công thức: MCV = Hct / số hồng cầu. Giá trị MCV cho phép phân biệt các loại thiếu máu sau:
    - Thiếu máu hồng cầu nhỏ: khi MCV < 80 fl
    - Thiếu máu hồng cầu bình: khi 80 fl < MCV < 105 fl
    - Thiếu máu hồng cầu đại: khi MCV > 105 fl

  - MCHC - nồng độ hemoglobin trung bình hồng cầu, đơn vị thường dùng là (g/dl hay g/l)

MCHC được tính theo công thức: MCHC = Hb / Hct. MCHC cho phép phân biệt thiếu máu
    - Thiếu máu đẳng sắc: khi MCHC trong giá trị bình thường
    - Thiếu máu nhược sắc: khi MCHC < 320g/l

  - MCH - lượng hemoglobin trung bình trong một hồng cầu, đơn vị thường dùng là picogram (1 pg = 10-12g)

MCH được tính theo công thức: MCH = Hb / số lượng hồng cầu, hay MCH = Hb / RBC

#### Các giá trị bình thường của hồng cầu
| Giá trị bình thường          | Nữ giới       | Nam giới      |
| Hồng cầu RBC hay HC (10/l) | 3.87 - 4.91   | 5.64 -5.80    |
| Hemoglobin - Hb (g/l)        | 117.5 - 143.9 | 132.0 - 153.6 |
| Hematocrit - Hct (%)         | 34 - 44       | 37 - 48       |
| MCV (fl)                     | 92.57 - 98.29 | 92.54 - 98.52 |
| MCH (pg)                     | 30.65 - 32.80 | 31.25 - 33.7  |
| MCHC (g/dl)                  | 33.04 - 35    | 32.99 - 34.79 |

(Tham khảo trong sách
Lâm Sàng Huyết Học - PGS Trần Văn Bé - NXB  Y Học Tp. HCM 1999)
Tóm lại, các trị số của dòng hồng cầu cho những thông tin về tình trạng hồng cầu của máu người được làm xét nghiệm, tất nhiên không đầy đủ, gợi ý bệnh lý thiếu máu và nguyên nhân gây thiếu máu.
Thông thường, các bác sỹ dựa vào nồng độ hemoglobin để chẩn đoán và đánh giá mức độ thiếu máu, và dựa theo định nghĩa sau:
Thiếu máu khi nồng độ Hb thấp hơn:
- 13 g/dl (130 g/l) ở nam giới
- 12 g/dl (120 g/l) ở nữ giới
- 11 g/dl (110 g/l) ở người lớn tuổi

### Dòng bạch cầu
- Số lượng bạch cầu: là số lượng bạch cầu có trong một đơn vị máu, được ký hiệu là WBC (white blood cell). Giá trị bình thường của thông số này là 4000-10000 bạch cầu/mm³ (trung bình khoảng 7000 bạch cầu/mm³ máu). Số lượng bạch cầu tăng cao trong các bệnh nhiễm khuẩn cấp tính, và đặc biệt cao trong các bệnh bạch huyết cấp hoặc mãn tính (ung thư máu - leucemie).
- Công thức bạch cầu: là tỷ lệ phần trăm các loại bạch cầu trong máu. Sự thay đổi tỷ lệ này cho nhiều ý nghĩa quan trọng.
  - Bạch cầu trung tính: là những tế bào trưởng thành ở trong máu tuần hoàn và có một chức năng quan trọng là thực bào, chúng sẽ tấn công và phá hủy các loại vi khuẩn, virus ngay trong máu tuần hoàn khi các sinh vật này vừa xâm nhập cơ thể. Vì vậy bạch cầu đa nhân trung tính tăng trong các trường hợp nhiễm trùng cấp. Đôi khi trong trường hợp nhiễm trùng quá nặng như nhiễm trùng huyết hoặc bệnh nhân suy kiệt, trẻ sơ sinh, lượng bạch cầu này giảm xuống. Nếu giảm quá thấp thì tình trạng bệnh nhân rất nguy hiểm vì sức chống cự vi khuẩn gây bệnh giảm sút nghiêm trọng. Bạch cầu cũng giảm trong những trường hợp nhiễm độc kim loại nặng như chì, arsenic, khi suy tủy, nhiễm một số virus...
  - Bạch cầu đa nhân ái toan: khả năng thực bào của loại này yếu, nên không đóng vai trò quan trọng trong các bệnh nhiễm khuẩn thông thường. Bạch cầu này tăng cao trong các trường hợp nhiễm ký sinh trùng, vì bạch cầu này tấn công được ký sinh trùng và giải phóng ra nhiều chất để giết ký sinh trùng. Ngoài ra bạch cầu này còn tăng cao trong các bệnh lý ngoài da như chàm, mẩn đỏ trên da...
  - Bạch cầu đa nhân ái kiềm: đóng vai trò quan trọng trong một số phản ứng dị ứng.
  - Mono bào: là dạng chưa trưởng thành của đại thực bào trong máu vì vậy chưa có khả năng thực bào. Đại thực bào là những tế bào có vai trò bảo vệ bằng cách thực bào, khả năng này của nó mạnh hơn của bạch cầu đa nhân trung tính. Chúng sẽ phân bố đến các mô của cơ thể, tồn tại tại đó hàng tháng, hàng năm cho đến khi được huy động đi làm các chức năng bảo vệ. Vì vậy mono bào sẽ tăng trong các bệnh nhiễm khuẩn mãn tính như lao, viêm vòi trứng mãn...
  - Lympho bào: đây là những tế bào có khả năng miễn dịch của cơ thể, chúng có thể trở thành những tế bào "nhớ" sau khi tiếp xúc với tác nhân gây bệnh và tồn tại lâu dài cho đến khi tiếp xúc lần nữa với cùng tác nhân ấy, khi ấy chúng sẽ gây ra những phản ứng miễn dịch mạnh mẽ, nhanh và kéo dài hơn so với lần đầu. Lympho bào tăng trong ung thư máu, nhiễm khuẩn máu, nhiễm lao, nhiễm virus như ho gà, sởi... Giảm trong thương hàn nặng, sốt phát ban...

#### Các giá trị bình thường của bạch cầu
| Các loại bạch cầu               | Giá trị tuyệt đối (trong 1mm³) | Tỷ lệ phần trăm |
| Đa nhân trung tính - NEUTROPHIL | 1700 - 7000                    | 60 - 66%        |
| Đa nhân ái toan - EOSINOPHIL    | 50 - 500                       | 2 - 11%         |
| Đa nhân ái kiềm - BASOPHIL      | 10 - 50                        | O.5 - 1%        |
| Mono bào - MONOCYTE             | 100 - 1000                     | 2 - 2.5%        |
| Bạch cầu Lymphô - LYMPHOCYTE    | 1000 - 4000                    | 17- 48%         |

(Tham khảo trong sách
Lâm Sàng Huyết Học - PGS Trần Văn Bé - NXB  Y Học Tp. HCM 1999)

### Dòng tiểu cầu
- Số lượng tiểu cầu: cho biết số lượng tiểu cầu có trong một đơn vị máu. Số lượng tiểu cầu bình thường là 150.000-400.000 tiểu cầu/mm³ máu. Tiểu cầu có vai trò quan trọng trong quá trình đông cầm máu, vì vậy khi số lượng tiểu cầu giảm dưới 100.000/mm³ máu thì nguy cơ xuất huyết tăng lên.
- Thể tích trung bình tiểu cầu: MPV - cũng được tính bằng đơn vị femtolit, giá trị bình thường từ 7,5-11,5 fl

Lưu ý: các trị số bình thường trên được thống kê trên người Việt.
Các trị số bình thường này còn thay đổi tùy theo máy làm xét nghiệm, theo lứa tuổi, giới tính, theo chủng tộc của người được làm xét nghiệm.